# Produto de fissão nuclear
Os produtos da fissão nuclear são produtos químicos resultantes da fissão de um elemento físsil. São estas "cinzas" da reação nuclear, que constituem os resíduos nucleares finais. Os produtos das fissões que mais liberam energia radioativa têm um período de meia-vida radioativa mais curto, e sendo assim, desaparecem mais rapidamente.